# Tostat
Tostat település Franciaországban, Hautes-Pyrénées megyében. Lakosainak száma 547 fő (2022. január 1.). Tostat Ugnouas, Aurensan, Bazillac, Dours, Escondeaux, Marsac, Sarniguet és Villenave-près-Marsac községekkel határos.

## Népesség
A település népessége az elmúlt években az alábbi módon változott:
| Lakosok száma | 482  | 511  | 534  | 535  | 542  | 547  | 549  | 548  | 547  |
|               | 2013 | 2015 | 2016 | 2017 | 2018 | 2019 | 2020 | 2021 | 2022 |